# Stephan Grill
Stephan Wolfgang Grill (, 1974) é um biofísico alemão.

## Vida
Grill estudou física na Universidade de Heidelberg e trabalhou depois no European Molecular Biology Laboratory (EMBL) em Heidelberg com Anthony Hyman e Ernst Stelzer, o que resultou em seu doutorado, The mechanics of asymmetric spindle positioning in the Caenorhabditis elegans embryo em 2002 realizado oficialmente na Universidade Técnica de Munique. No pós-doutorado trabalhou no Instituto Max Planck de Biologia Celular Molecular e Genética em Dresden e com Carlos Bustamante no Laboratório Nacional de Lawrence Berkeley (e na Universidade da Califórnia em Berkeley). É desde 2013 Grill Professor für Biophysik und Biotechnologie na Universidade Técnica de Dresden.

## Condecorações e associações
Recebeu o Prêmio Paul Ehrlich e Ludwig Darmstaedter para Jovens Investigadores de 2011. Recebeu o Prêmio Sackler de biofísica de 2015, e foi eleito em 2017 membro da Organização Europeia de Biologia Molecular.